# دن توترو
دن توترو (انگلیسی: Dan Totheroh؛ ‏ ۲۲ ژوئیهٔ ۱۸۹۴ – ۳ دسامبر ۱۹۷۶) فیلم‌نامه‌نویس اهل ایالات متحده آمریکا بود.
از فیلم‌هایی که وی در آن‌ها نقش داشته‌است، می‌توان به کنت مونت کریستو، شیطان و دنیل وبستر، پرواز شناسایی (فیلم ۱۹۳۸) و پرواز شناسایی (فیلم ۱۹۳۰) اشاره نمود.